# Jeffersonville
Jeffersonville je město ve Spojených státech amerických. Nachází se v okrese Clark County, jehož je zároveň správním městem, ve státě Indiana. Ve městě žije přibližně 49 tisíc obyvatel a jeho rozloha činí 89,0 km². Leží jen několik kilometrů severně od Louisville v Kentucky, přičemž Jeffersonville je fakticky jeho předměstím.
Město je někdy v lokálním dialektu označováno jen zkrácené jako Jeff. Městem protéká řeka Ohio. Svůj název město získalo v roce 1801, když bylo pojmenováno po bývalém prezidentovi USA Thomasi Jeffersonovi.